# Christopher O’Connell
Christopher O’Connell (* 3. Juni 1994 in Sydney, New South Wales) ist ein australischer Tennisspieler.

## Karriere

### 2011–2016: Anfänge
O’Connell spielte 2011 sein erstes Profimatch auf der drittklassigen ITF Future Tour und spielte vereinzelt einige wenige Matches, bis er 2012 ein Stipendium am Australian Institute of Sport bekam, das sich die Förderung des Spitzensports zum Ziel gesetzt hat. Fast zwei Jahre spielte er nicht mehr auf der Tour, ehe er 2014 für die Qualifikation des Challenger-Turnier in Burnie eine Wildcard bekam und sogleich bis ins Viertelfinale marschierte. Danach folgten eine Reihe von Turnieren in Europa, wo er in Kroatien seinen ersten Future-Titel gewann. Das Jahr beendete er erstmals in den Top 500. 2015 spielte er sporadisch einige Matches auf Future- und Challenger-Tour, wobei sein bestes Ergebnis ein Viertelfinale in Gimcheon darstellte. 2016 gewann O’Connell fünf Future-Titel. Er spielte fast 80 Matches, verbesserte seine Fitness und sammelte Matchpraxis. Durch sein verbessertes Ranking spielte der Australier in der zweiten Jahreshälfte zunehmend Challengers, wo er erstmals in Sibiu ein Halbfinale erreichen und mit Gerald Melzer einen Top-100-Spieler schlagen konnte. Zum Jahresende stand er auf Rang 237.

### 2017: Premiere auf World Tour
Anfang 2017 erhielt O’Connell eine Wildcard zur Qualifikation des ATP-World-Turniers in Sydney, die er nutzte und sich erstmals in seiner Karriere in einem Hauptfeld wiederfand. Dort verlor er zum Auftakt gegen Gastão Elias. Wegen seiner Leistung wurde ihm für die Australian Open eine Wildcard gegeben. Bei seiner Grand-Slam-Premiere verlor er gegen die Nummer 15 der Welt Grigor Dimitrow in drei Sätzen. Anfang Februar stellte er schließlich sein Rekordhoch in der Weltrangliste mit Rang 219 auf. Fortan spielte er vor allem auf der Challenger Tour.

## Erfolge
| Legende (Anzahl der Siege)  |
| Grand Slam                  |
| ATP World Tour Finals       |
| ATP World Tour Masters 1000 |
| ATP World Tour 500          |
| ATP World Tour 250          |
| ATP Challenger Tour (6)     |

### Einzel

#### Turniersiege
| Nr. | Datum              | Turnier   | Belag     | Finalgegner     | Ergebnis        |
| --- | ------------------ | --------- | --------- | --------------- | --------------- |
| 1.  | 18. August 2019    | Cordenons | Sand      | Jeremy Jahn     | 7:5, 6:2        |
| 2.  | 13. Oktober 2019   | Fairfield | Hartplatz | Steve Johnson   | 6:4, 6:4        |
| 3.  | 24. April 2022     | Split     | Sand      | Zsombor Piros   | 6:3, 2:0 aufgg. |
| 4.  | 6. November 2022   | Yokohama  | Hartplatz | Yōsuke Watanuki | 6:1, 6:75, 6:3  |
| 5.  | 10. September 2023 | Shanghai  | Hartplatz | Yōsuke Watanuki | 6:3, 7:5        |
| 6.  | 15. September 2024 | Guangzhou | Hartplatz | Shō Shimabukuro | 1:6, 7:5, 7:65  |

## Abschneiden bei Grand-Slam-Turnieren

### Einzel
| Turnier         | 2017 | 2018 | 2019 | 2020 | 2021 | 2022 | 2023 | 2024 | 2025 | Karriere |
| --------------- | ---- | ---- | ---- | ---- | ---- | ---- | ---- | ---- | ---- | -------- |
| Australian Open | 1    | —    | —    | 1    | 2    | 3    | 1    | 2    | 1    | 3        |
| French Open     | —    | —    | —    | Q1   | 1    | 1    | 1    | —    | 1    | 1        |
| Wimbledon       | —    | —    | —    |      | 1    | —    | 3    | 1    | 1    | 3        |
| US Open         | —    | —    | —    | 2    | Q2   | 1    | 2    | 3    |      | 3        |

Zeichenerklärung: S = Turniersieg; F, HF, VF, AF = Einzug ins Finale / Halbfinale / Viertelfinale / Achtelfinale; 1, 2, 3 = Ausscheiden in der 1. / 2. / 3. Hauptrunde; Q1, Q2, Q3 = Ausscheiden in der 1. / 2. / 3. Qualifikationsrunde; nicht ausgetragen